# Polyplax kondana
Polyplax kondana är en insektsart som beskrevs av Gaurav K. Mishra 1981. Polyplax kondana ingår i släktet Polyplax och familjen ledlöss. Inga underarter finns listade i Catalogue of Life.